# Elk Grove High School
La Elk Grove High School, o EGHS, è una scuola superiore pubblica quadriennale situata a Elk Grove Village, Illinois, un sobborgo a nord-ovest di Chicago, Illinois, negli Stati Uniti. Fa parte del Distretto 214 della Township High School, che comprende anche la Buffalo Grove High School, la John Hersey High School, la Prospect High School, la Rolling Meadows High School e la Wheeling High School. La scuola serve la maggior parte di Elk Grove Village, così come piccole porzioni di Des Plaines, Mount Prospect e Arlington Heights.

## Storia
La Elk Grove High School fu aperta nel 1966, inizialmente al servizio degli studenti della vecchia area di Elk Grove Village e della piccola area di Des Plaines servita dal distretto scolastico. Agli studenti di Des Plaines che erano Junior fu permesso di rimanere a Forest View per laurearsi lì. Questi studenti di Des Plaines furono nuovamente trasferiti a Forest View per un po' di tempo, prima della chiusura della Forest View High School il 13 giugno 1986, alcuni studenti di Des Plaines della FVHS si trasferirono alla EGHS, mentre l'altra parte degli studenti della FVHS iniziò a frequentare la Prospect High School e la Rolling Meadows High School. L'EGHS passò da circa 1300 studenti nel 1985-86 a poco più di 2200 per l'anno 1987-88 (un primo anno composto da 400 studenti, 500 del secondo anno, 600 giovani e una classe di 700 anziani). Le classi FVHS del 1987 e del 1988 potevano decidere tra EGHS, PHS e RMHS. La classe FVHS del 1989 fu assegnata alle scuole in base al luogo in cui vivevano.
Nel 2004 fu costruita la piscina coperta della EGHS, che offre alle squadre di nuoto EGHS la propria piscina. Furono create anche squadre di pallanuoto maschili e femminili. La EGHS attualmente condivide la sua piscina con le squadre di nuoto della Rolling Meadows High School.
Nel 2006 la EGHS iniziò il suo Grenaissance annuale, una giornata dedicata alle arti che include workshop pratici e dimostrazioni in aree come computer grafica, musica, danza, recitazione teatrale/spettacoli ed altro.
Durante la prima settimana dell'anno scolastico 2007-2008 la EGHS fu chiusa per un giorno a causa dell'allagamento del vicino Salt Creek. L'allagamento sommerse completamente i campi da baseball dell'università e coprì parzialmente le aree di football/circuito e pallone. Anche i parcheggi sul retro furono parzialmente sommersi e l'elettricità fu temporaneamente interrotta.
La Elk Grove High School condivide il suo schema originale con la Wheeling High School. Il cortile, la sala da pranzo e le aule accademiche si trovano negli stessi luoghi, sebbene dall'aggiunta del natatorio, dell'ala BTLS/arti grafiche, della Fieldhouse e dell'ala nord-occidentale di scienze/matematica all'EGHS, siano state messe in rilievo differenze considerevoli.
Alcune scene del remake del 2010 di A Nightmare on Elm Street sono state girate alla Elk Grove High School nella prima settimana di maggio 2009.

## Accademici
Nel 2008 la Elk Grove ha ottenuto un punteggio ACT (American College Testing) composito medio di 22,7 e si è laureato il 96,9% nella sua classe senior.
Il preside della Elk Grove High School Paul Kelly è stato nominato Preside dell'Anno della Illinois High School 2018 dall'Illinois Principals Association.

## Belle arti
Alla Elk Grove High School, ci sono molte opportunità per gli studenti di prendere parte alle Belle Arti.
La EGHS ha tre orchestre: Concert Orchestra, Symphony Orchestra e Honors Chamber Orchestra. La Concert Orchestra è per matricole e studenti del secondo anno e la Symphony Orchestra è per junior e senior. Uno studente più giovane può, tuttavia, fare un'audizione per la Symphony Orchestra se lo desidera. La Honors Chamber Orchestra è un gruppo più piccolo e più avanzato di musicisti studenti che tiene concerti privati fuori dalla scuola più volte all'anno. Tutte le orchestre suonano in un concerto autunnale, invernale e primaverile.
La scuola ha diversi cori: Beginning Men's Choir (matricole maschi), Beginning Women's Choir (matricole femminili), Advanced Mixed Choir, Treble Choir, Towne Criers, A Octave Higher, Grenadier Voices e un Vocal Jazz Ensemble. Tutti i cori si esibiscono in un concerto autunnale, invernale e primaverile. I Towne Criers si esibiscono più volte all'anno in tutta la comunità, comprese le scuole elementari. Il Vocal Jazz Ensemble è stato recentemente selezionato per esibirsi all'IMEA All-State Music Festival 2014.
Ci sono anche diverse band: Banda concertistica, Banda sinfonica, Gruppo jazz, Banda jazz, Pit band (Musical) e House band (Spettacolo di varietà) e Banda marciante. Solo le Bande concertistiche, sinfoniche, marcianti e jazz si esibiscono regolarmente. La Banda sinfonica è composta principalmente da uomini delle classi superiori, ma gli studenti più giovani possono partecipare tramite audizione. La Banda marciante è stata inserita nell'anno scolastico 2012-2013. Più di recente si sono esibiti allo Sugar Bowl 2013.
Gli studenti di musica avanzata sia in banda, orchestra o coro possono fare un'audizione per gli ensemble IMEA Distretto VII; e, se si classificano particolarmente bene, hanno anche la possibilità di far parte dell'Illinois All State Music Festival.
Orchesis è il gruppo di ballo avanzato della Elk Grove High School. Si esibiscono più volte all'anno per la scuola e in luoghi diversi. In primavera, i membri hanno organizzato due spettacoli: The Orchesis Show e Miniconcert.
Il programma Art della EGHS, insieme ai suoi alunni, ha vinto numerosi premi.
La Elk Grove High School ha anche un programma teatrale che consiste in un'opera teatrale autunnale, un musical invernale e un atto unico.

## Atletica
La Elk Grove gareggia nella Mid-Suburban League. È anche membro dell'Illinois High School Association (IHSA), che governa la maggior parte degli sport interscolastici e delle attività competitive in Illinois. Le squadre sono soprannominate i Grenadiers.
La scuola sponsorizza squadre interscolastiche maschili e femminili di pallacanestro, cheerleading agonistico, corsa campestre, golf, ginnastica, calcio, nuoto e tuffi, tennis, atletica leggera, pallavolo, and pallanuoto. I ragazzi possono competere nel baseball, football e wrestling, mentre le ragazze possono competere nel badminton, nel bowling e nel softball.
Le seguenti squadre sono finite tra le prime quattro del rispettivo torneo statale sponsorizzato dall'IHSA o si sono incontrate:
- Pallacanestro (ragazze):  Campioni di stato (1980-1981)
- Bowling (ragazze):  3º posto (1997-1998)
- Cheerleading: Campioni di stato misto (2005–06, 2006–07, 2007–08, 2008–09, 2009–10)
- Ginnastica (ragazzi):  4º posto (1969–70, 1973–74, 1975–76); 2º posto (1972–73)
- Softball:  2º posto (1981-1982)
- Pallavolo (ragazzi):  3º posto (1992–93)
- Wrestling:  4º posto (1973–74)

## Attività
- Club afroamericano
- Istruttori di atletica
- Autoclub
- Pesca alla spigola
- Club di Breakdance
- Squadra di scacchi
- Cheerleader (a bordo campo)

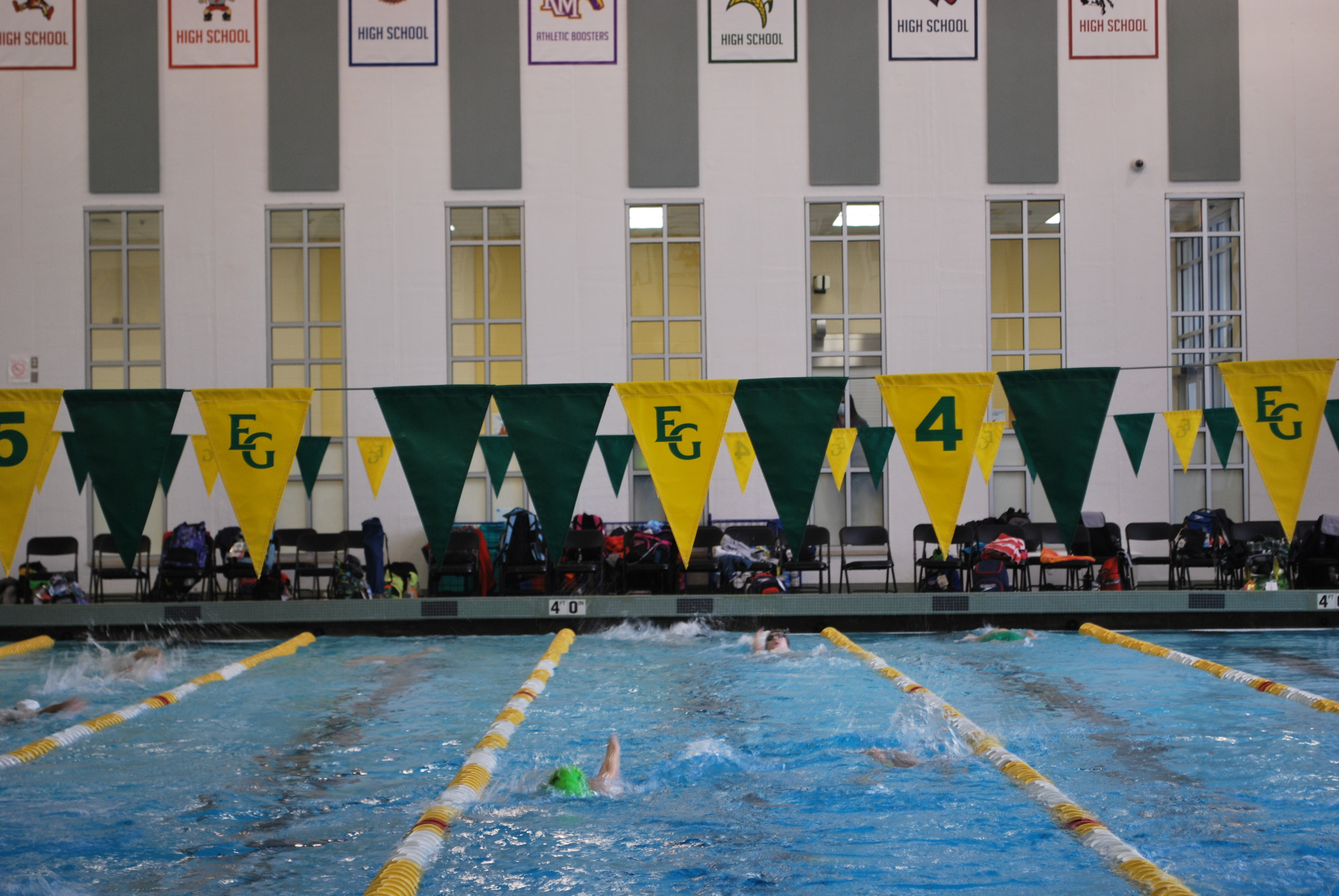
Elk Grove High School Natatorium/Piscina

- Cheerleading misto (campioni MSL 2005-2010/campioni di stato 2006-2010)
- Cricket
- Ciclismo
- Discussione
- DECA
- EG Breakers (breakdance)
- E-Sport
- Commedie teatrali autunnali e invernali
- Circolo di pesca
- Club francese
- Club dei giochi
- Alleanza gay-etero
- Borsa tedesca
- Green Grens[12]
- Hockey (parte del team PREP, insieme a Palatine High School, Rolling Meadows High School e Prospect High School)
- Club Internazionale
- borsa italiana (2 anni)
- Programma di scambio giapponese
- Club Latino
- Banda di paese
- Squadra di matematica
- Musical
- Società d'Onore Nazionale
- Giornale (The Guardian)
- Orchesis (Danza)[13] (eseguita al Festival di Stato per 30 anni consecutivi)
- Aiutanti alla pari
- Pom
- Robotica
- Club dei giochi di ruolo (RPG).
- Scholastic Bowl
- Shakespeare Club
- Club di pattinaggio
- Club spagnolo
- Orazione (1989 Campioni di Stato)
- Musical primaverile
- Consiglio degli studenti
- Teatro tecnico
- Spettacolo di varietà
- Club di scrittura
- Annuario (assemblaggio)